# Holdea, Hunedoara
Holdea este un sat în comuna Lăpugiu de Jos din județul Hunedoara, Transilvania, România. Se situează în extremitatea vestică a județului Hunedoara.

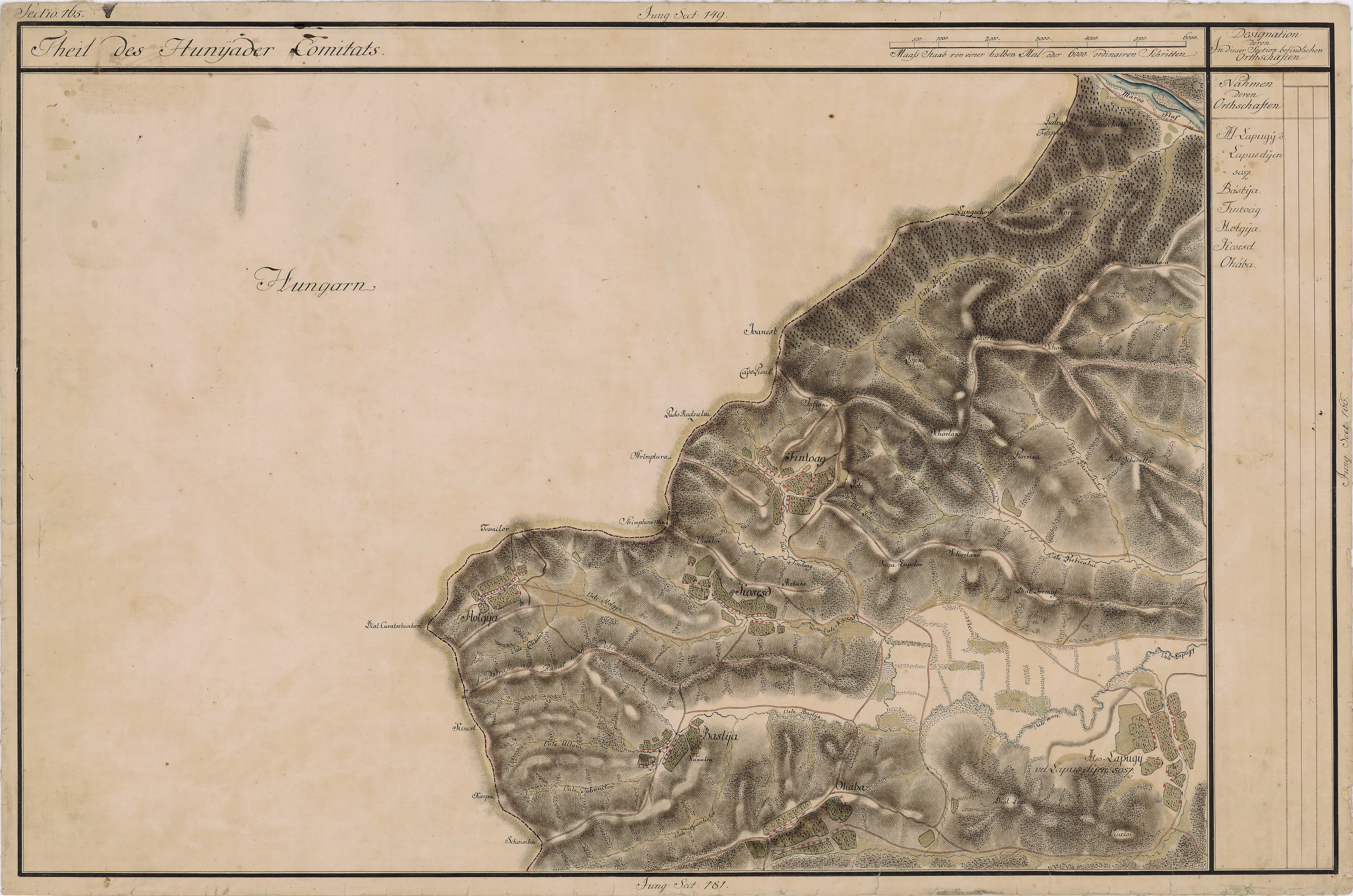
Holdea în Harta Iosefină a Transilvaniei, 1769-1773

## Transporturi
Haltă CFR la calea ferată Lugoj-Ilia. 

## Vezi și
- Biserica de lemn din Holdea